# Stazione meteorologica di Scafati
La stazione meteorologica di Scafati è la stazione meteorologica di riferimento relativa alla città di Scafati.

## Coordinate geografiche
La stazione meteo si trova nell'Italia meridionale, in Campania, in provincia di Salerno, nel comune di Scafati, a 9 metri s.l.m. e alle coordinate geografiche 40°45′N 14°31′E.

## Dati climatologici
In base alla media trentennale di riferimento 1961-1990, la temperatura media del mese più freddo, gennaio, si attesta a +9,2 °C; quella dei mesi più caldi, luglio e agosto, è di +24,2 °C  .
| Scafati            | Mesi | Mesi | Mesi | Mesi | Mesi | Mesi | Mesi | Mesi | Mesi | Mesi | Mesi | Mesi | Stagioni | Stagioni | Stagioni | Stagioni | Anno |
| Scafati            | Gen  | Feb  | Mar  | Apr  | Mag  | Giu  | Lug  | Ago  | Set  | Ott  | Nov  | Dic  | Inv      | Pri      | Est      | Aut      | Anno |
| ------------------ | ---- | ---- | ---- | ---- | ---- | ---- | ---- | ---- | ---- | ---- | ---- | ---- | -------- | -------- | -------- | -------- | ---- |
| T. max. media (°C) | 13,1 | 13,6 | 16,1 | 19,4 | 23,2 | 27,3 | 29,8 | 29,8 | 26,8 | 22,8 | 18,1 | 14,8 | 13,8     | 19,6     | 29,0     | 22,6     | 21,2 |
| T. min. media (°C) | 5,4  | 5,6  | 7,5  | 9,8  | 13,0 | 16,8 | 18,6 | 18,6 | 16,7 | 13,5 | 9,9  | 7,2  | 6,1      | 10,1     | 18,0     | 13,4     | 11,9 |